# Первая война с матабеле
Первая война с матабеле велась с октября 1892 года по январь 1894 года Британской Южно-Африканской компанией (БЮАК) против народа матабеле, проживающего на территории современного государства Зимбабве. Несмотря на огромное численное превосходство туземцев, конфликт завершился их сокрушительным поражением и переходом Матабелеленда под контроль компании.
Вождь Лобенгула, осведомленный о разрушительном воздействии европейского оружия на импи ндебеле, пытался избежать прямого столкновения с пионерами компании. В армии Лебенгулы было 80,000 копейщиков и 20,000 стрелков, вооружённых 9-ти фунтовыми винтовками Пибоди-Мартини, являвшейся современным оружием на то время. Однако уровень подготовки к использованию этого оружия был недостаточен, и потому оно использовалось неэффективно.
Британская Южно-Африканская компания располагала не более, чем 750 бойцами в составе своей полиции, к которой присоединилось неизвестное число добровольцев из числа колонистов. Также на стороне компании воевало около 700 человек от союзного народа тсвана. Премьер-министр Капской колонии Сесил Родс и Линдер Джеймсон, администратор Машоналенда, не были заинтересованы в войне, ставящей под угрозу развитие территорий.
В 1891 и 1892 годах Лебенгула постарался обеспечить отсутствие столкновений между своими воинами и белыми поселенцами, однако когда в 1892 году вождь одного из племён в районе форта Виктория отказался платить дань, поскольку считал себя находящимся под защитой закона поселенцев, вождю ндебеле пришлось отправить отряд в несколько тысяч человек для приведения вассала к повиновению. БЮАК, желающая сохранить доверие местного населения, потребовала от матабеле покинуть захваченные поселения немедленно. Это требование было отвергнуто.
Следующие два месяца Джеймсон и Родс потратили на сбор экспедиционного корпуса, и 16 октября 1893 года они выступили из форта Солсбери и форта Виктории. Армия из примерно 700 человек, во главе с майором П. Форбсом, имела в своём распоряжении 5 пулемётов Максим. Объединившись, силы Форбса двинулись на юго-запад, к столице матабеле в Булавайо, куда с юга направлялись 700 воинов бамангвато под командованием Кхамы III. 25 октября матабеле попытались остановить наступление около реки Шангани, однако, несмотря на значительный численный перевес, они были вынуждены отступить, потеряв 1,500 человек против 4 у британцев. 1 ноября у Бембези 2,000 стрелков матабеле и 4,000 копейщиков вновь не смогли противостоять пулемётам Максим — на этот раз потери составили около 2,500 человек.
Получив известие о новом сокрушительном поражении под Бембези, Лобенгула сжёг и покинул свою столицу. Европейцы вошли в остатки города на следующий день. 13 ноября майор Форбс начал преследование Лобенгулы. 3 декабря отряд майора А. Уилсона попал в засаду к северу от реки Шангани; из 34 человек погибли 31. Среди выживших был известный путешественник Ф. Бёрнхем.
22 или 23 января 1894 года Лобенгула внезапно умер, после чего война завершилась, а матабеле подчинились БЮАК.